# 古桃园村
古桃园村是中华人民共和国山西省临汾市翼城县西阎镇下辖的一个村。

## 历史文化
古桃园村于2019年1月21日公布为第七批中国历史文化名村。
古桃园村于2016年12月9日公布为第四批中国传统村落。